# ManagemenTV
ManagemenTV fue una señal televisiva latinoamericana parte del grupo HSM (Hsm Group) con programación de análisis, entretenimiento y actualidad sobre management y negocios. Se emitía para toda Latinoamérica a través de DirecTV, Cablevisión, en Argentina y México a través de Cablevisión, en Uruguay a través de Equital, en Colombia a través de UNE y Telmex y en Chile a través de VTR y de Movistar.

## Descripción del canal
ManagemenTV fue una señal televisiva 24 horas; su grilla reunía documentales, realities, talk shows y series de todo el mundo afines al hacer empresarial, a la historia de las marcas y la economía y a casos de emprendedores.
Desde el 1 de abril de 2007, ManagemenTV fue parte de la oferta digital de Cablevisión y Multicanal para el mercado de la televisión por cable en la Argentina; se ubica en el canal 410 de su grilla. A partir del 1 de agosto de 2007, comenzó a emitirse en Brasil a través del operador SKY en el canal 93, y desde entonces inició sus planes de distribución para todos los cableoperadores de Latinoamérica, entre ellos Movistar Venezuela. El 1 de abril de 2012, ManagemenTV cambia su nombre por WOBI.

## Secciones
- Mercados & Clientes: Muestra cómo nos afectan el nacimiento de nuevas ideas, por qué se extienden las tendencias y cómo se consume en los distintos continentes.
- Futuro & Tendencias: El análisis más profundo de las tendencias que están naciendo hoy y aún no tienen nombre.
- Publicidad & Marketing: El místico mundo de la disciplina que mueve la economía.
- Industrias: La razón de ser y los mecanismos internos de las más variadas disciplinas.
- Líderes: De primera mano y cara a cara, las experiencias, los desafíos y los secretos de quienes logran llegar adonde quieren: Richard Branson, Warren Buffett, Bill Gates, Terry Semel, Al Gore y Nicolas Sarkozy.
- Entrepreneurs: Los soñadores que con sus innovadores emprendimientos cambian continuamente el mundo.
- PyMes: Consejos útiles, casos de éxito y las historias de quienes se animaron a comenzar sus propios proyectos.
- Empresas: Qué determina los rotundos éxitos y qué los estrepitosos fracasos de las grandes compañías: Coca Cola, Google, Starbucks, Nike, Cartier, BMW, Chanel, Ikea y Motorola, entre otros.
- Deporte & Management: Historias de deportistas, equipos profesionales, aficionados y la ciencia detrás de la performance deportiva.

## Programación
- Entrevistas Laborales
- The Restaurant
- Buffet y Gates, de vuelta a la universidad
- Mujeres al mando
- Todo Publicidad
- CEO Exchange
- Wall Street Warriors
- The Office
- La Trilogía de Coca
- El mundo según Google
- Fire Within: Cirque du Soleil
- The Charlie Rose Show
- Airbus vs. Boeing
- Lemonade Stories – Cuentos de líderes
- El secreto de tu éxito
- Ramsay – Pesadillas de cocina
- Cómo crear tu propio País
- Requisitos: sin experiencia
- E2 – Eco diseño